# Olof Celsius der Ältere

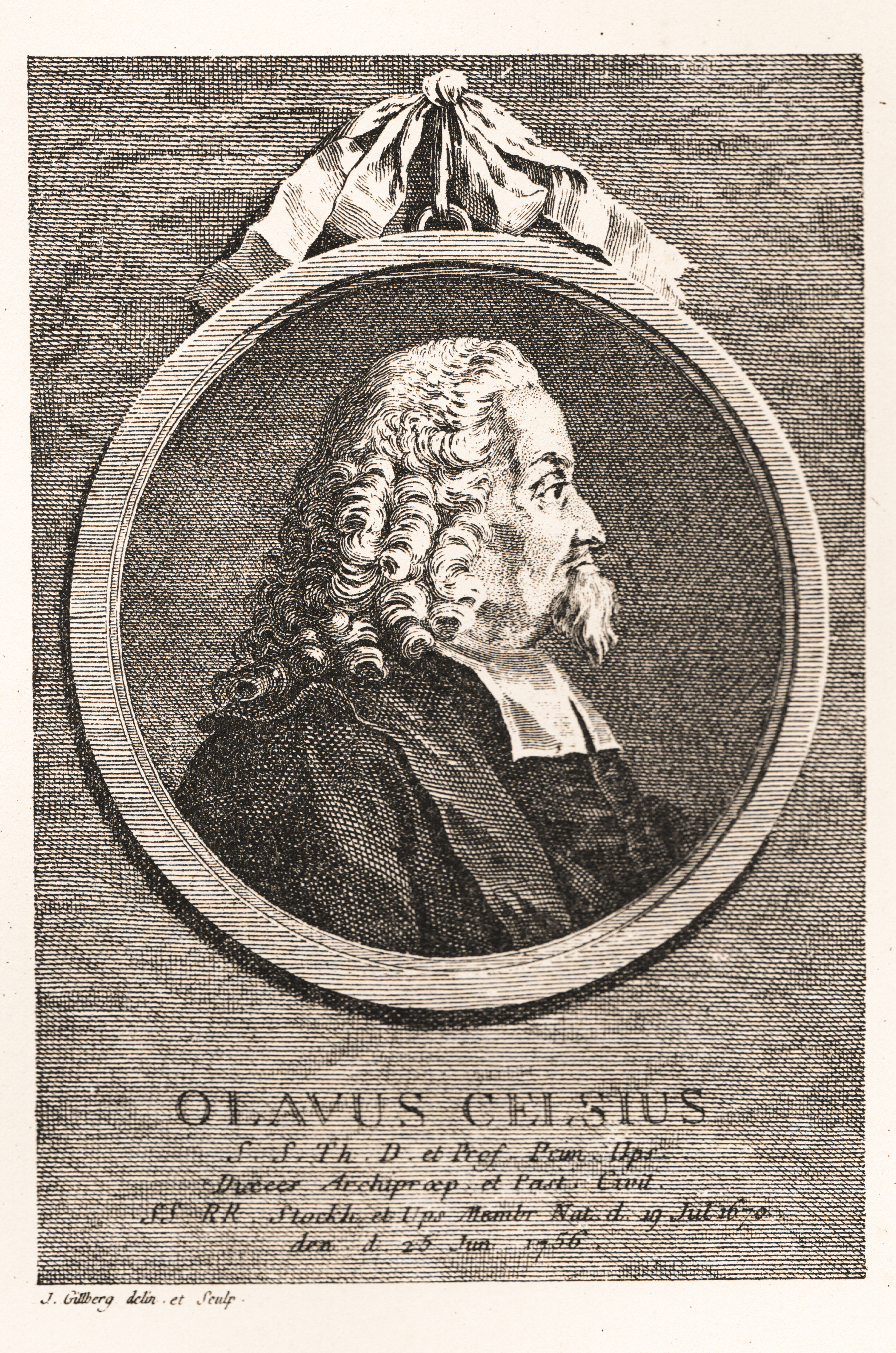
Olof Celsius der Ältere. Kupferstich.

Olof Celsius der Ältere (* 19. Juli 1670 in Uppsala; † 24. Juni 1756 ebenda) war ein schwedischer Botaniker, Sprachforscher, Runenforscher und Theologe. Bedeutend war vor allem seine Forschung zu Moosen. Sein offizielles botanisches Autorenkürzel lautet „Celsius“.

## Leben
Olof war Sohn des Natur- und Sprachforschers Magnus Nicolai Celsius und ein Bruder von Nils Celsius, dem Vater von Anders Celsius. Er studierte sporadisch an der Universität Uppsala, da er oft in wirtschaftlichen Schwierigkeiten steckte. Seinen Abschluss schaffte er nur aufgrund großzügiger Unterstützung durch König Karl XI.
Nach einer Studienreise durch Europa wurde er 1699 Adjunkt an der Universität Uppsala und erhielt 1703 eine Professur für die griechische Sprache. 1706 ordiniert, konnte er ab 1707 zusätzlich eine Präbendepfarrstelle verwalten. 1715 wurde er Professor für Orientalistik, 1719 Dr. theol., 1727 Professor für Evangelische Theologie und 1736 (unter Beibehaltung der Professur) Dompropst. Zwischen 1711 und 1746 hatte er siebenmal das Rektorat der Universität inne.
Celsius gehörte seit 1726 der Königlichen Gesellschaft der Wissenschaften in Uppsala und seit 1739, dem Gründungsjahr, der Königlich Schwedischen Akademie der Wissenschaften an.
Sein Sohn war der Historiker und Bischof Olof Celsius der Jüngere.

## Werk
Celsius’ Hauptforschungsgebiet war die Orientalistik. Er galt als der begabteste unter Schwedens Philologen und veröffentlichte zahlreiche Untersuchungen zur Geschichte und Kultur des antiken Judentums. Daneben beschäftigte er sich auch mit schwedischer Geschichte und Topographie. Wie sein Vater befasste er sich intensiv mit der Deutung von Runen und entwickelte dessen Arbeiten weiter. Dadurch wurde er einer der schärfsten Kritiker von Olof Rudbeck d. Ä., der Runen in einem nationalromantischen Stil deutete.
In Europa wurde vor allem sein Werk über die Pflanzen der Bibel bekannt. Er legte aber auch eine umfassende Sammlung von Moosen an und beschrieb diese. Damit war er eine Inspirationsquelle für Carl von Linné.

## Ehrentaxon
Carl von Linné benannte ihm zu Ehren die Gattung Celsia der Pflanzenfamilie der Braunwurzgewächse (Scrophulariaceae).

## Werke
- Dissertatio philosophica de natura avium, etc. Uppsala, 1690 – Dissertation unter J. Schwede
- Historia linguæ et eruditionis Arabum. Uppsala, 1694
- De runis helsingicis... Rom, 1698
- Runae medelpadicae ab importuna crisi breviter vindicatae. Uppsala, 1726
- Monumenta runica, in quibus mentio habetur Hierosolymae, ad Christianos sunt referenda. 1733
- Olof Celsius upgifwer tilökning på några örter, fundna u Upland, sedan Catalogus Plantarum Uplandicarum utgafs år 1732.  Uppsala, 1740
- Hierobotanicon, sive, De plantis sacrae Scripturae dissertationes breves. Uppsala, 1745–1747